# Jason Beghe
Jason Deneen Beghe (New York, 12 marzo 1960) è un attore statunitense, che lavora in campo televisivo e cinematografico.

## Biografia
Nato a New York, di origini italiane, esordisce nel 1985 nel film con Susan Sarandon e Raúl Juliá, Posizioni compromettenti. L'anno seguente recita nella pellicola A servizio ereditiera offresi e partecipa alla serie televisiva Scuola di football. Nel 1988 recita nell'horror Monkey Shines - Esperimento nel terrore, in seguito lavora in diversi film per la televisione tra cui Perry Mason: Campioni senza valore.
Nel 1991 ottiene una parte nell'acclamato Thelma & Louise, mentre nel 1994 recita il controverso ruolo di Jeffrey Lindley, amante di Matt Fielding in Melrose Place. Successivamente recita in Soldato Jane con Demi Moore e partecipa a molte serie televisive, tra cui La famiglia Brock, Chicago Hope, In tribunale con Lynn, American Dreams, Californication ed Everwood. Nel 2008 recita nell'horror Chiamata senza risposta.
A partire dal 2012 prende parte ad alcuni episodi della serie televisiva Chicago Fire, nel ruolo del sergente Henry "Hank" Voight, per poi diventare il protagonista dello spin-off della serie, Chicago P.D., sempre con lo stesso ruolo. Proprio la figura del sergente Voight è stata tra i motivi che hanno portato la serie Chicago P.D. a riscuotere un successo anche maggiore della serie madre.

## Vita privata
Ha iniziato a frequentare Scientology nel 1994, partecipando anche a video volti a promuovere la chiesa. Nell'aprile del 2008 ha lasciato il movimento e da allora l'ha biasimato pubblicamente. Il critico di Scientology, Mark Bunker, in quello stesso mese lo ha aiutato a inserire su YouTube un'intervista, in cui Beghe ha parlato della sua esperienza nel movimento, che è rimasto il più visto per due giorni sulla piattaforma prima di essere rimosso. Ha raccontato la sua esperienza con Scientology nel film documentario del 2015 Going Clear - Scientology e la prigione della fede di Alex Gibney.

## Filmografia parziale

### Cinema
- Posizioni compromettenti (Compromising Positions), regia di Frank Perry (1985)
- A servizio ereditiera offresi (Maid to Order), regia di Amy Holden Jones (1987)
- Monkey Shines - Esperimento nel terrore (Monkey Shines - An Experiment in Fear), regia di George A. Romero (1988)
- Thelma & Louise, regia di Ridley Scott (1991)
- Soldato Jane (G.I. Jane), regia di Ridley Scott (1997)
- X-Files - Il film (The X Files), regia di Rob Bowman (1998)
- Chiamata senza risposta (One Missed Call), regia di Eric Valette (2008)
- The Next Three Days, regia di Paul Haggis (2010)
- X-Men - L'inizio (X-Men: First Class), regia di Matthew Vaughn (2011)
- Atlas Shrugged II: The Strike, regia di John Putch (2012)
- Phantom, regia di Todd Robinson (2013)
- Safelight, regia di Tony Aloupis (2015)

### Televisione
- Scuola di football (1st & Ten) – serie TV, 4 episodi (1986-1987)
- Perry Mason: Campioni senza valore (Perry Mason: The Case of the All-Star Assassin), regia di Christian I. Nyby II – film TV (1989)
- La signora in giallo (Murder, She Wrote) - serie TV, episodi 5x15-7x06 (1989-1990)
- In viaggio nel tempo (Quantum Leap) - serie TV, episodio 2x22 (1990)
- La famiglia Brock (Picket Fences) – serie TV, 5 episodi (1992-1993)
- Melrose Place – serie TV, 8 episodi (1994)
- X-Files (The X-Files) – serie TV, episodio 1x20 (1994)
- Resurrection Blvd. - serie TV, 3 episodi (2000)
- Dharma & Greg - serie TV, episodio 3x17 (2000)
- CSI - Scena del crimine (CSI: Crime Scene Investigation) – serie TV, episodio 2x15 (2002)
- Mamma, ho allagato la casa (Home Alone 4: Taking Back the House), regia di Rod Daniel - film TV (2002)
- JAG - Avvocati in divisa (JAG) - serie TV, episodio 10x02 (2005)
- Everwood – serie TV, 6 episodi (2004-2005)
- CSI: NY - serie TV, episodio 2x22 (2005)
- Veronica Mars – serie TV, episodi 3x01-3x02 (2006)
- Criminal Minds - serie TV, episodio 2x07 (2006)
- I signori del rum (Cane) – serie TV, 8 episodi (2007)
- Numb3rs – serie TV, episodio 3x13 (2007)
- Ghost Whisperer - Presenze (Ghost Whisperer) - serie TV, episodio 4x05 (2008)
- Lie to Me - serie TV, episodio 1x11 (2009)
- Life - serie TV, episodio 2x18 (2009)
- Castle - serie TV, episodi 3x03-3x22 (2010-2011)
- Law & Order: LA - serie TV, episodio 1x10 (2010)
- Prime Suspect - serie TV, episodio 1x01 (2011)
- NCIS - Unità anticrimine (NCIS) - serie TV, episodio 8x16 (2011)
- Last Resort – serie TV, 2 episodi (2012-2013)
- Californication – serie TV, 13 episodi (2009-2013)
- Law & Order - Unità vittime speciali (Law & Order: Special Victims Unit) - serie TV, 3 episodi (2017) - Hank Voight
- Chicago Justice – serie TV, 3 episodi (2017) - Hank Voight
- Chicago Med – serie TV, 3 episodi (2016-2019) - Hank Voight
- Chicago Fire – serie TV, 24 episodi (2012-2020) - Hank Voight
- Chicago P.D. – serie TV, 236 episodi (2014-in corso) - Hank Voight

## Doppiatori italiani
Nelle versioni in italiano delle opere in cui ha recitato, Jason Beghe è stato doppiato da:
- Paolo Marchese in Prime Suspect, Californication, Chicago Fire, Chicago P.D., Chicago Med, Chicago Justice, Law & Order - Unità vittime speciali (ep. 17x14 e ridoppiaggio trasmissione su Italia 1 ep. 16x07, 16x20)
- Francesco Prando in La signora in giallo (ep. 5x15), Medium
- Roberto Pedicini in Monkey Shines - Esperimento nel terrore, La signora in giallo (ep. 7x06)
- Massimiliano Lotti in Tre topolini ciechi, Brividi di paura
- Pasquale Anselmo in Dharma & Greg, Castle
- Claudio De Angelis in Posizioni compromettenti
- Andrea Ward in Perry Mason: Campioni senza valore
- Francesco Fagioli in Thelma & Louise
- Fabrizio Temperini in X-Files
- Mario Cordova in Soldato Jane
- Massimo Rinaldi in Mamma ho allagato la casa
- Valerio Sacco in The District (ep. 3x20)
- Loris Loddi in Matlock (ep. 7x07)
- Teo Bellia in CSI: NY
- Antonio Palumbo in Criminal Minds
- Massimo Lodolo in Everwood
- Marco Mete in CSI - Scena del crimine
- Alberto Angrisano in Resurrection Blvd.
- Luca Biagini in Ghost Whisperer - Presenze
- Stefano Mondini in NCIS - Unità anticrimine
- Ennio Coltorti in Lie to Me
- Mauro Gravina ne Il risolutore
- Massimo Wertmüller in The Next Three Days
- Michele D'Anca in Huff
- Massimo Corvo in Law & Order - Unità vittime speciali (ep. 16x07, 16x20)

Da doppiatore è stato sostituito da:
- Edoardo Stoppacciaro in BoJack Horseman